# Platanthera gibbsiae
Platanthera gibbsiae är en orkidéart som beskrevs av Robert Allen Rolfe. Platanthera gibbsiae ingår i släktet nattvioler, och familjen orkidéer. Inga underarter finns listade i Catalogue of Life.